# Betws
Betws (Y Betws in lingua gallese) è un centro abitato del Galles, situato nella contea del Carmarthenshire.